# Liceo Classico Goffredo Mameli
Il Liceo Classico Goffredo Mameli è un istituto di istruzione statale facente parte del complesso dell'Istituto d'Istruzione Superiore "Tommaso Salvini" di Roma; il liceo è situato nella zona del Quartiere Pinciano III, prende il nome dal poeta Goffredo Mameli.
La sua unica sede si trova in Via Pietro Antonio Micheli n. 29.

## Storia
Il Liceo viene inaugurato nel 1890, per poi, nel 1911, prendere il nome di "Regina Elena", fino a quando, nel 1946, prende appunto il nome di "Goffredo Mameli". Per via della sua vecchiaia, nel liceo è presente una raccolta di elementi e fonti storiche che rimandano alla formazione di Roma nel XX secolo.
Persone illustri come Renzo De Felice hanno studiato nel liceo, creando un repertorio storico molto ampio.